# Srčani glikozidi
Srčani glikozidi su biljni ili polusintetski lijekovi za liječenje kongestivnog zatajenja srca jer pojačavaju snagu kontrakcije srčanog mišića. Biljke koje sadržavaju srčane glikozide jesu pustikara crvena ili crveni naprstak (Digitalis purpurea), vunasta pustikara (Digitalis lanata), morski luk (Drimia maritima tj. Scilla maritima), gorocvijet (Adonis vernalis), Strophanthus kombe, Strophanthus gratus, đurđica (Convallaria majalis) i oleandar (Nerium oleander). Osim toga, oni postoje i u koži žabe (bufotalin). Zbog svoje komplicirane strukture, do danas nisu sintetizirani sintetski analozi ovih prirodnih spojeva, pa se svi srčani glikozidi još uvijek dobivaju iz biljaka ili polusintetski, kemijskom modifikacijom prirodnih glikozida izoliranih iz biljaka.
Srčani glikozidi nazivaju se još i kardiotonični heterozidi, te se temeljem aglikonske komponente dijele na kardenolide i bufadienolide. Kardenolidi imaju mnogo veći terapijski značaj, jer bufadienolidi imaju izuzetno malu terapijsku širinu

## Kongestivno zatajenje srca
Kongestivno zatajenje srca nastaje kad srce ne može ispumpati dovoljnu količinu krvi, samim time i kisik i hranjive tvari, u tkivo. To je učestala bolest koja se obično javlja u starijih osoba. Kolokvijalni nazivi za ovu bolest jest "slabost srca" ili "staračko srce". Primjerice, 10% osoba iznad 80 godina pati od kongestivnog zatajenja srca. Bolest nastaje uglavnom postupno, s postupnim pogoršanjem simptoma, podmuklo. Ponekad uzrok nije jasan, ali obično je posljedica kronične nedovoljno liječene hipertenzije, ishemijske bolesti srca, valvularne bolesti srca, ili kronične trajne aritmije (fibrilacija atrija).
U kongestivnom zatajenju srca dolazi do smanjenja srčanog minutnog volumena. To se očituje pogotovo tijekom fizičkog napora kada pacijent osjeća kratkoću daha i umor. Također, simptomi slabosti srca kod teškog stadija bolesti mogu se javiti i kada je pacijent u mirovanju. Tijekom noći javljaju se kašalj i pojačano mokrenje. Bolesnik sa zatajenjem srca može imati blijede i hladne, oznojene ruke. Dolazi do komplikacija na bubrezima u kojima dolazi do zastoja u cirkulaciji krvi što smanjuje diurezu, jetri u kojoj također dolazi do zastoja u cirkulaciji pa se tekućina počinje gomilati u trbušnoj šupljini, a u plućima se također počinje javljati višak tekućine, što dodatno slabi plućnu funkciju i dodatno otežava rad srca jer dovodi do zatajenja desne klijetke srca. U konačnici se može javiti opasan nedostatak kisika i rezultirati kardiogenim šokom.
Kongestivno zatajenje srca klinički se dijeli na četiri stadija:
- I stadij: lagano zatajenje srca, simptomi se javljaju samo u slučajevima teških fizičkih napora
- II stadij: nedostatak kisika i umor kod srednjeg ili velikog fizičkog napora (penjanje uz stube ili šetnja uzbrdo)
- III stadij: značajno ograničenje tjelesnih sposobnosti, simptomi umora se javljaju kada se pacijent penje do prvog kata
- IV stadij: ograničenje svih fizičkih aktivnosti, kisika nedostaje i u mirovanju, pa pacijent teško obavlja i najosnovnije aktivnosti, pa je stoga uglavnom prikovan uz krevet.

Ključan problem u zatajenju srca jest oštećenja normalnog Franck - Starlingovog efekta. Naime, srce više ne može izbaciti onoliko krvi koliko u njega uđe, pa se srce svim raspoloživim mehanizmima trudi kompenzirati taj nedostatak. Ti kompenzatorni mehanizmi postaju kontraproduktivni i srce se previše opterećuje te sve više i više slabi. Kongestivno zatajenje srca najbolje se vidi u smanjenju srčanog minutnog volumena. Naime, postotak krvi koju srce u jednom otkucaju izbaci iz klijetke naziva se ejekcijska frakcija. Kod zdravog srca ejekcijska frakcija iznosi više od 50%. Kod zatajenja srca ona se smanjuje na ispod 45%, a kod teškog zatajenja ejekcijska frakcija pada ispod 25%.
Liječenje zatajenja srce ima za cilj ublažiti simptome, smanjiti napredovanje bolesti. Dobro liječenje poboljšat će kvalitetu života i produžiti život pacijenta. Venski zastoj i preveliki volumen krvi te posljedični edemi liječe se diureticima. Vazodilatatori također pomažu jer proširuju krvne žile srca pa srce na taj način prima više kisika i ima više snage. Kao vazodilatatori koriste se ACE inhibitori i organski nitratni vazodilatatori. Također, u liječenju kongestivnog zatajenja srca koriste neki beta blokatori u manjim dozama u kombinaciji s ostalim lijekovima. Najznačajniji lijekovi za liječenje kongestivnog zatajenja srca jesu srčani glikozidi.

## Povijest srčanih glikozida
Upotreba biljaka koje sadržavaju srčane glikozide potječe iz nordijskih zemalja. Nije sa sigurnošću jasno kada je čovjek prvi put spoznao jedinstvenu moć srčanih glikozida. Međutim, pouzdano se zna da je 1775. godine engleski liječnik William Withering na putu od Birminghama do Strafforda sasvim slučajno otkrio djelovanje crvene pustikare. Kada je zastao na pola puta radi izmjene zaprežnih kola, zamolili su ga, pošto je liječnik, da pregleda jednu bolesnu staricu koja je imala "vodenu bolest". Naime, to je bio narodni naziv za edem, pojačano nakupljanje tekućine zbog kongestivnog zatajenja srca. Konstatirao je da bolesnici nema spasa. Međutim, ubrzo se nemalo iznenadio kada je saznao da se starica oporavila. Withering se zainteresirao za slučaj te je istražio sastav čaja kojeg je starica pila. To je bio obiteljski recept za čaj koji se sadržavao dvadesetak raznih sastojaka. Proučavanjem sastojaka, Withering je došao do zaključka da jedina djelotvorna biljka u tom čajnoj mješavini može biti pustikara. Započeo je vlastiti istraživanje pustikare - poligon za "kliničke pokuse" pokuse bili su mu birminghamski siromasi. Rezultati nisu bili jednoznačni, te je odbacio pustikaru kao biljku do koje bi moglo biti koristi. Ali, nakon određenog vremena došla je vijest da o ozdravljenju jednog starijeg gospodina u Oxfordu i to nakon što su ponajbolji liječnici toga doba od njegovog slučaja digli ruke - posrijedi je opet bila pustikara. Nakon toga Withering je nastavio svoja istraživanja i došao do zaključka da pustikara poboljšava izlučivanje mokraće kod određenih bolesnika. Nakon toga, Withering je standardizirao ekstrakte pustikare i počeo naveliko koristiti ekstrakte pustikare. Nakon dvadesetogodišnjeg iskustva znao je sve prednosti i mane srčanih glikozida. U ta vremena za liječenje ekstraktom pustikare bilo je neophodno znatno iskustvo i nemala vještina. Ekstrakt pustikare pogrešnom primjenom mogao je postati opasan otrov. Upotreba ekstrakta pustikare se proširila, a mnogi liječnici se nisu pridržavali strogih uputa za liječenje pustikarom pa je sve više i više dolazilo do nesretnih slučajeva, tim prije jer se pustikara počela smatrati "čudesnim lijekom" - s njim su pokušavali liječiti čak i tuberkulozu. Bilo je potrebno više od 150 godina kako bi se pustikara istražila i kako bi se doznale sve pojedinosti o korištenju srčanih glikozida za liječenje kongestivnog zatajenja srca i srčanih aritmija.

## Kemija srčanih glikozida
Srčani glikozidi jesu prirodni spojevi koji se sastoje od steroidnih aglikona i šećernih komponenti. Njihova komplicirana struktura čini ih vrlo teškim za sintetiziranje iz organskih tvari, pa je uzgoj biljaka iz roda Digitalis još uvijek primarni izvor sirovine od kojih se dobivaju srčani glikozidi. Ta komplicirana struktura srčanih glikozida vrlo je osjetljiva - malene kemijske promjene mogu uzrokovati potpuni gubitak kardiotoničnog djelovanja.
Struktura srčanih glikozida sastoji se od aglikona koji je kombinacija steroidnog dijela i laktonskog prstena na u 17beta poziciji (na vrhu steroidne strukture). Ako lakton ima 5 atoma govorimo o kardenolidnim srčanim glikozidima, a ako ima 6 atoma u pitanju su bufadienolidni srčani glikozidi (to je slučaj kod glikozida iz biljke Scilla maritima). Šećerne skupine vežu se na 3-beta hidroksilnu skupinu koja se nazali na prvom, A steroidnom prstenu. Šećeri koji ulaze u strukturu srčanih glikozida mogu biti digitoksoza, acetildigitoksoza, cimaroza, digitaloza, ramnoza ili glukoza. Sami aglikoni srčanih glikozida imaju djelovanje, ali šećerne skupine jako su važne za farmakokinetska svojstva srčanih glikozida.
Najpoznatija biljka koja sadržava srčane glikozide jest crvena pustikara, Digitalis purpurea. Ona sadržava digitoksin i gitoksin te manje značajne glikozide gitaloksin, strospezid i verodoksin. Acetiliranjem gitoksina dobiva se pengitoksin.
Vunena pustikara, Digitalis lanata, sadržava lanatozide A, B i C. Deacetiliranjem lanatozida C dobiva se deslanozid. Enzimskom razgradnjom lanatozida A dobiva se acetildigitoksin, a razgradnjom lanatozida C dobiva se digoksin. Metilacijom posljednje šećerne skupine digoksina dobiva se metil-digoksin, najvažniji srčani glikozid.
Glikozidi strofantusa (Strophantus Kombe i Strophantus gratus) jesu K-strofantin, K-strofanzozid i G-strofantin (uabain). Morski luk (Scilla maritima) sadržava tzv. scila glikozide - scilaren A, scilaren B, i proscilaridin. Gorocvijet (Adonis vernalis) sadržava cimarin i adonitoksin, a đurđica (Convallaria majalis) sadržava konvalotoksin i konvalozid. Oleandar sadržava oleandrin. Gorocvijet, đurđica i oleandar i njihovi glikozidi danas nemaju kliničku važnost, nego prije svega toksikološku. Naime, ove biljke su poznatije kao otrovne biljke. Đurđica i oleandar se uzgajaju kao ukrasne biljke, pa ima slučajeva trovanja tim biljkama. Pogotovo je to poznato u mediteranskim krajevima gdje oleandar raste naveliko i gdje ima slučajeva ubojstava čajem od oleandra. Naime, u malenim količinama srčani glikozidi mogu pomoći u zatajenju srca, međutim u malo višoj dozi od terapijske srčani glikozidi postaju opasni otrovi i uzrokuju aritmije. Trovanjem biljkama koje sadržavaju srčane glikozide može doći do opasnih arimija, poput ventrikularne fibrilacije koja vodi u smrt. Jasno je da će nekontrolirano uzimanje čaja od oleandra izazivati smrtonosne aritmije.

## Mehanizam djelovanja
Mehanizam djelovanja srčanih glikozida sastoji se u vezanju glikozida na protein Na+/K+ATPazu, protein koji se nalazi na površini stanica srčanog mišića i odgovoran je za održavanje električkog potencijala na površini stanica srčanog mišića. Srčani glikozidi djelomice blokiraju ovaj enzim što povećava koncentraciju natrijevog iona i smanjuje koncentraciju kalijevog iona u stanicama srčanog mišića. To uzrokuje izlazak natrijevih iona iz stanica i ulazak kalcijevih iona u stanice srčanog mišića. Povećana koncentracija kalcijevih iona u stanicama srčanog mišića dovodi do toga da se pojačava kontrakcija srčanog mišića, pa on jednostavno, snažnije pumpa krv. Povećavanje kontraktilnosti srčanog mišića naziva se pozitivan inotropni učinak.
Također, ovakav mehanizam utječe i na generiranje i provođenje električkih impulsa iz SA-čvora preko AV-čvora do ventrikula. Smanjuje se brzina rada srca, što nazivamo negativni kronotropni učinak, usporava se provođenje električkog impulsa (negativni dromotropni učinak), ali dolazi i do dolazi do stvaranja ekstrasistola i aritmija (pozitivni batmotropni učinak). Naime, pojava izbijanja impulsa na mjestima i u vrijeme kada to nije poželjno vodi u aritmije. Za javljanja aritmija odgovoran je isti mehanizam kojim dolazi do pojačanja snage mišića - ako koncentracija kalcija koji ulazi u stanice srčanog mišića poraste previše dolazi do spontanog stvaranja impulsa koji putuje i uzrokuje grčenja cijelog srčanog mišića. Pod utjecajem srčanih glikozida može doći do razvoja svih oblika aritmija, od kojih je najopasnija fibrilacija ventrikula.
Posredno, zbog poboljšanja funkcije srca dolazi do pojačane diureze, jer srce izvlači više krvi iz venskog sustava i šalje u arterijski sustav, pa je i filtriranje krvi u bubrezima bolje. Pojačana diureza uklanja edeme nastale zbog lošeg rada srca, a bolji rad srca uklanja i edem pluća, što dodatno poboljšava rad srca.
Srčani glikozidi, također, imaju djelovanje i na živčani sustav i to stimulativan: dolazi do stimulacije simpatikusa u većim dozama, a u umjerenim dozama dolazi do stimulacije parasimpatikusa pa to doprinosi smanjenju brzine rada srca.
Kod srčanih glikozida jest zanimljivo da u terapijskim koncentracijama nema ukupnog učinka na minutni srčani volumen, jer kompenzatorni mehanizmi uravnoteže srčani minutni volumen, dok kod oslabljenog srca srčani glikozidi uzrokuju niz promjena što vodi poboljšanju rada srca i uklanjanju posljedica lošeg rada srca.

## Klinička primjena
Srčani glikozidi se koriste u liječenju kongestivnog zatajenja srca jer poboljšavaju srčanu funkciju. Također, mogu se koristiti i kao aritmici u liječenju supraventrikularnih tahikardija i tahiaritmija, kao i kod fibrilacija atrija.
Osnovni problem upotrebe srčanih glikozida jest taj da je njihov terapijski indeks vrlo uzak. Naime, malo viša doza od one terapijske jest toksična doza, pa ako se srčani glikozidi uzimaju u tek malo većoj dozi od propisane vrlo je vjerojatno da će se javiti nuspojave koje mogu biti vrlo opasne. Zbog toga se srčani glikozidi mogu koristiti samo i isključivo u obliku gotovih lijekova izrađenih od kemijski čistih srčanih glikozida. Najopasnija nuspojava je aritmija, a osim toga javljaju se malaksalost povraćanje, proljev, poremećaji percepcije boja (npr. boje se poremete, pa predmeti poprimaju neprirodne boje), zamagljenost vida i ginekomastija. Neke osobe su posebno osjetljive na srčane glikozide, pa se njima takvi lijekovi daju uz veliki oprez. To su pacijenti koji pate od hipokalijemije, hiperkalcijemije, poremećaja rada bubrega, miokarditisa, ishemijske bolesti srca, osobe preko 70 godina života i osobe niske tjelesne težine. Takve osobe se moraju pažljivo motriti u ako dođe do ozbiljnih nuspojava mora se hitro reagirati.
Za puni učinak srčanih glikozida potrebno je pričekati određeno vrijeme da se dođe zasićenja ("digitalizacije"). Liječenje može započeti na dva načina:
- lagano - u startu se daje doza održavanja i pričeka 5 do 6 dana nakon čega se postiže stalna stabilna koncentracija srčanih glikozida u organizmu,
- naglo - najprije se provodi terapija zasićenja (digitalizacija) višestrukim dnevnim dozama, a potom se nastoji održavati stalna koncentracija u krvi davanjem doze održavanja.

Zbog preuske terapijske širine u slučaju srčanih glikozida mijenjanje jednog generika drugim nije dopušteno, tj. praksa da se jedan lijek jednog proizvođača može zamijeniti istim generičkim lijekom drugog proizvođača kod srčanih glikozida ne važi. Za javljanje ili nejavljanje nuspojava kod srčanih glikozida jako je bitno da koncentracija u krvi ne poraste preko određene kritične razine. Kako je brzina rasta koncentracije glikozida u krvi ovisna o brzini raspada tablete i brzini otapanja djelatne tvari jasno je da će malene razlike u farmaceutskoj proizvodnji lijeka utjecati na brzinu rasta koncentracije srčanih glikozida u krvi. Stoga je kod srčanih glikozida neophodan individualni pristup, pri čemu svakog pojedinog pacijenta treba pozorno nadzirati. Kada se jedan lijek jednog proizvođača pokaže učinkovitim bez opasnih nuspojava trebalo bi nadalje nastaviti terapiju s tim lijekom. Iznenadno uzimanje istog lijeka drugog proizvođača može uzrokovati neočekivano spor ili neočekivano brz rast koncentracije srčanih glikozida u krvi, što rezultira neučinkovitošću ili toksičnošću lijeka.

## Digoksin
Digoksin je jedan od najvažnijih srčanih glikozida. Povećanja kontraktilnu sposobnost srca, usporava frekvenciju srčanog rada i usporava provedbu impulsa kroz srčani provodni sustav. Osim kardiotoničnog djelovanja, digoksin ima i umjereno diuretičko djelovanje. Dobiva se polusintetski, djelomičnom razgradnjom lanatozida C, srčanog glikozida iz biljke Digitalis lanata. Kemijska struktura digoksina se sastoji od aglikona digoksigenina (središnja steroidna jezgra i peteročlani laktonski prsten na 17-beta poziciji) i tri šećera digitoksoze, serijski vezane na 3-beta hidroksilnoj skupini steroidne jezgre. Osrednje je topljiv u lipidima.
Koristi se za liječenje akutnog i kroničnog kongestivnog zatajenja srca, supraventrikularnih aritmija (fibrilacija atrija, undulacija atrija i paroksizmalna supraventrikularna tahikardija).
Terapija digoksinom nije jednostavna zbog relativno uske terapijske širine digoksina (i općenito srčanih glikozida). Terapijske koncentracije digoksina u serumu iznose od 0,8 do 2,0 ng/ml krvi. Međutim, kod koncentracija iznad 2 ng/ml krvi vjerojatnost opasnih nuspojava jako raste. 
Terapija zasićenja provodi se višestrukim dnevnim dozama digoksina, sve dok serumska koncentracija digoksina ne dostigne 0,8 do 2,0 ng/ml. Zbog toga se pacijent mora pomno nadgledati i serumska koncentracija digoksina određuje se najkasnije 6 do 8 sati nakon prethodno primijenjene doze, bez obzira na način uporabe i oblik lijeka. Nakon digitalizacije dnevna doza održavanja iznosi 0,25 mg.
Kod osoba koje imaju oštećene bubrege doze moraju biti manje, jer se digoksin iz organizma eliminira preko bubrega, pa ako su oni oštećeni tada brzina eliminacije nije dovoljna, pa se tijekom digitalizacije može dogoditi da se pređe prag toksične koncentracije digoksina. 
Digoksin se ne smije koristiti u slučajevima ventrikularne fibrilacije, preosjetljivosti na digitalis, hiperkalcijemije, hipokalijemije, hipertrofične opstruktivne kardiomiopatije, poremećajima AV provođenja (AV-blok II. ili III. stupnja), ventrikularne tahikardije, aneurizme torakalne aorte, WPW sindroma posebice uz fibrilaciju atrija, sindroma karotidnog sinusa i bolesti sinus čvora.
Nuspojave se digoksina najčešće javljaju zbog male granice između terapijskih i toksičnih doza. Stoga neke nuspojave također mogu biti simptomi predoziranja. Od svih su nuspojava najozbiljnije srčane nuspojave. Mogu se pojaviti svi poremećaji srčanog ritma: ventrikularne aritmije uključujući ekstrasistole, ventrikularna tahikardija, supreventrikularna tahikardija uključujući atrijsku tahikardiju s blokom, sinus bradikardija, sinuatrijski blok, AV blok.
Općeniti veliki problem digoksina jest nesigurna bioraspoloživost - kolika će biti koncentracija digoksina u krvi bolesnika teško je za predvidjeti, jer ima puno faktora koji utječu na vrlo osjetljivo kretanje bioraspoloživosti digoksina. Primjerice, 10% bolesnika sadržava crijevnu floru (Eubacterium lente) koja može razgraditi srčane glikozide, pojedini antibiotici mogu naglo povećati koncentraciju digoksina u krvi, pa čak i brzina otapanja pojedinih farmaceutskih pripravaka u probavnom sustavu. Zbog takve problematike digoksin se manje koristi, a prednost se daje sigurnijem metil-digoksinu.

## Metildigoksin
Točan naziv metildigoksina jest beta-metil digoksin i zapravo je polusintetski derivat digoksina. Za razliku od digoksina beta-metildigoksin ima metilnu skupinu na četvrtoj hidroksilnoj skupini treće, posljednje digitoksoze. Zbog takve kemijske modifikacije, metildigoksin je puno sigurniji za primjenu od digoksina, brza je i pouzdana djelovanja. Kao i digoksin koristi se za liječenje akutnog i kroničnog kongestivnog zatajenja srca, supraventrikularnih aritmija (fibrilacija atrija, undulacija atrija i paroksizmalna supraventrikularna tahikardija). Metildigoksin je potentniji od digoksina i dnevna doza održavanja iznosi 0,2 mg. Nuspojave i ograničenja uporabe slična su kao i kod digoksina. No, zbog puno pouzdanijeg djelovanja od digoksina, metildigoksin je lijek izbora u liječenju kongestivnog zatajenja srca.

## Glog
Pod nazivom glog krije se oko 280 različitih vrsta. Međutim kada govorimo o glogu kao ljekovitoj biljci najčešće mislimo ponajviše na grm visok do 4 metra sa snažnim razgrananim trnovitim granama, tj. bijeli glog, Crataegus monogyna, ali i na crveni glog (Crataegus oxyacantha). Spadaju u porodicu ružičnjača (Rosaeae). Bijeli glog raste u šumama cijele Europe, sjeverne Afrike i jugozapadne Azije, a prenijet je u Sjevernu Ameriku.
Bijeli glog ima dugu povijest korištenja, dokazano je neškodljiv, a brojni klinički dokazi govore o tome da djeluje kardiotonično. U svrhu liječenja koristi se lišće, cvjetovi i plodovi gloga, međutim klinički je dokazan učinak kombinacije lišća i cvjetova gloga. Glog je jedna od najstarijih poznatih ljekovitih biljaka Europske medicine. O kardiotoničnim učincima gloga pisao je još grčki učenjak Dioscorides. Keltima je glog bio čarobnjakovo drvo, kasnije je postao drvo demona i vještica. Vjerovalo se da se vještice na svom letu prema planinama hrane lišćem gloga. Općenito je glog u njemačkim pričama donosio nesreću. Paracelsus je također pisao o glogu.
Glog ne sadržava srčane glikozide. Istraživanjima je pokazano da glog sadržava oligomerne procijanidine, flavonoide poput hiperozida, viteksin-ramnozida, rutina i viteksina, amine (kolin, acetilkolin, trimetilamin), katehine, fenolne karboksilne kiseline, purine; sterole i triterpenske kiseline (oleanolna, ursolna i krategolična kiselina). Iako je opće prihvaćeno mišljenje da su za farmakološke učinke gloga najzaslužniji viteksin i viteksin-ramnozid, istraživanja su pokazala da se niti jednom sastojku ekstrakta gloga ne može pripisati jedina zasluga za farmakološki učinak gloga.
Glog dokazano djeluje pozitivno inotropno, tj. pojačava kontraktilnost srčanog mišića, pozitivno kronotropno i dromotropno tj. ubrzava rad srca te djeluje negativno batmotropno (smanjuje pojavu aritmija).
Koristi se u obliku čajeva, tinktura i kapsuliranog ili tabletiranog suhog ekstrakta kod kongestivnog zatajenja srca do druge faze bolesti. Osim toga, može se koristiti u slučajevima blage bradiaritmije, paroksizmalne tahikardije, hipertenzije, ateroskleroze te ishemijske bolesti srca. Glog se može kombinirati sa srčanim glikozidima radi poboljšanja rada srca. Također, može se koristiti i kao blagi, biljni sedativ. Za puni učinak potrebno je pripravke na bazi gloga uzimati barem šest tjedana.
Zanimljivo je da niti kliničkim istraživanjima niti u kliničkoj praksi nisu primijećene eventualne nuspojave koje bi nedvojbeno pripadale pripravcima na bazi gloga. Osim toga, nisu poznata niti stanja kod kojih bi upotreba gloga bila zabranjena.